# Pietro Perugino
Pietro Perugino (Città della Pieve, Umbria, 1450 k. – Fontignano, 1523 k.) itáliai festő. Eredeti nevén Pietro di Cristoforo Vannucci. Perugiában élt, ott lett céhmester. Az itáliai quattrocento egyik kiemelkedő képviselője.

## Élete, munkássága
Szegény családban született, apja inasnak adta egy perugiai festőhöz, aki nem volt tehetséges, de azt a jó tanácsot adta Pietrónak, hogy menjen Firenzébe tanulni, ott művelnek minden művészetet a legmagasabb szinten.
Az 1480-as évek elején Firenzében, Verrocchio műhelyében dolgozott, mestere mellett még Piero della Francesca volt rá nagy hatással. Festett antik hősöket és isteneket, de főként oltárképeket, Madonna-képeket, szentek képeit lírai felfogásban. Művein jellegzetes arctípusokat használt, előre festett alak- és arctípusokat, s ha sok volt a megrendelése, rendszeresen alkalmazta őket. Jól megfigyelhető például Szent Bernadin látomása c. képén, hogy minden női mellékalak arca egyforma, az is gyakran megesett nála, hogy egy korábbi kompozíciójának figuráját átvette egy újabb kompozícióba. Giorgio Vasari nem talált ebben semmi kivetnivalót, hiszen a freskók vagy táblaképek egymástól távol eső templomokban, kolostorokban voltak megfestve vagy elhelyezve. Oltárképei és freskói áttekinthető, kiegyensúlyozott csoportkompozíciók. Ötvözte az umbriai iskolára jellemző, hangsúlyos architektúra-ábrázolást és a firenzei figurális stílust.
1482-ben részt vett Rómában a Sixtus-kápolna alsó regiszterének kifestésében. Három freskója közül A kulcsok átadása Szent Péternek az egyik fő műve. Az 1490-es évek első felében Rómában, de főként Firenzében festette oltárképeit. Perugiai megbízásai közül kiemelkedik a Collegio del Cambio fogadótermének kifestése (1495–1500), köztük Apollo, Jupiter ábrázolásai, Krisztus színeváltozása című freskója.
Több mint egy tucat festő dolgozott műhelyében, tanítványai közé tartozott Raffaello is.
Festészete az 1500-as évektől konzervatívnak számított, életének utolsó húsz évében mégis számos megbízást kapott és teljesített szülővárosában és környékén. Miután feltűnt Firenze egén
Michelangelo művészete, Pietro Perugino szűkebb hazájában működött tovább. Megnősült, idős kora ellenére fiatal hölgyet vett el, gyermekei születtek. 70-es éveinek közepén érte a halál, Vasari emlékezete szerint 78 éves korában halt meg.

## Művei (válogatás)

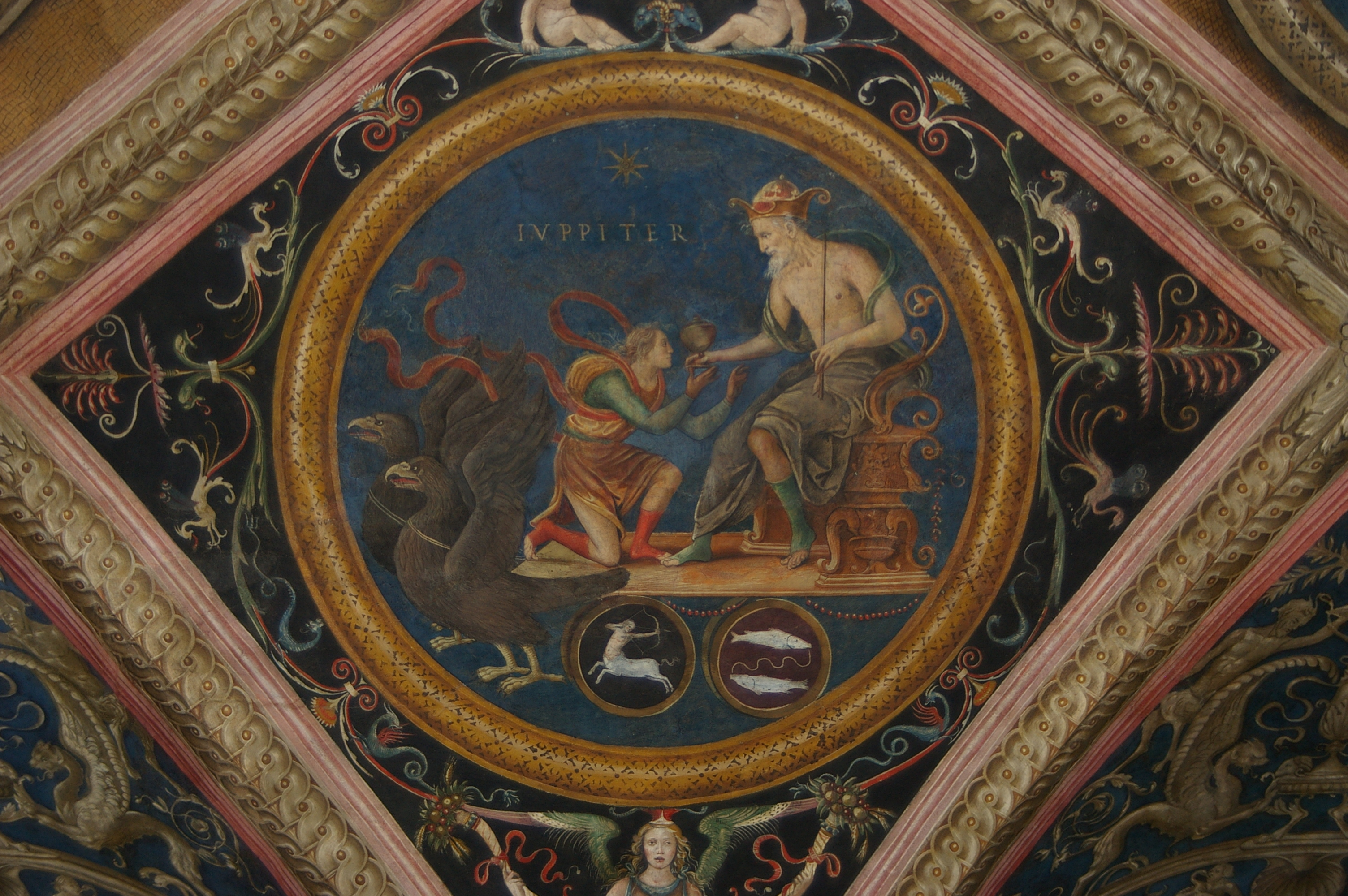
Jupiter ábrázolása (1500 előtt; freskó, tondo)
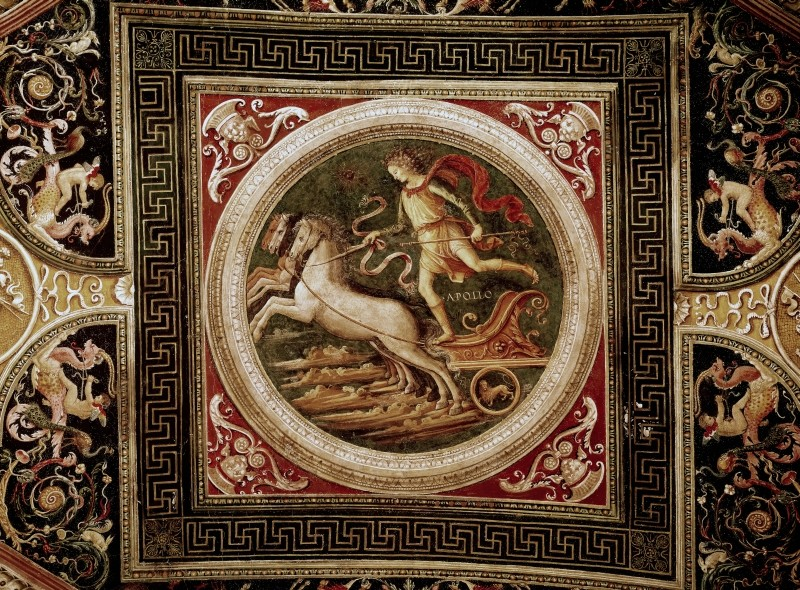
Apollo ábrázolása (1497–1500; freskó, tondo)
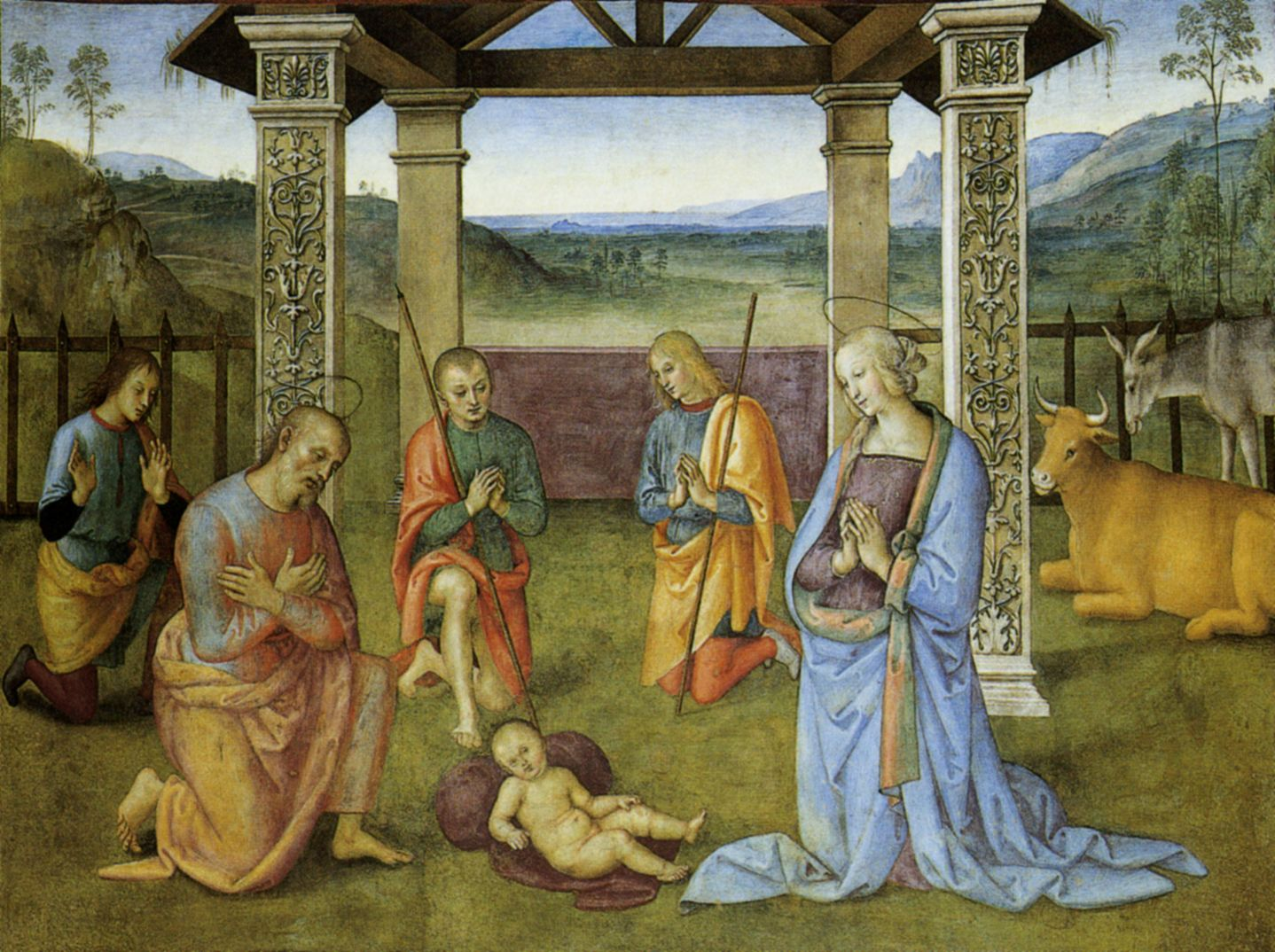
Krisztus születése (1503)
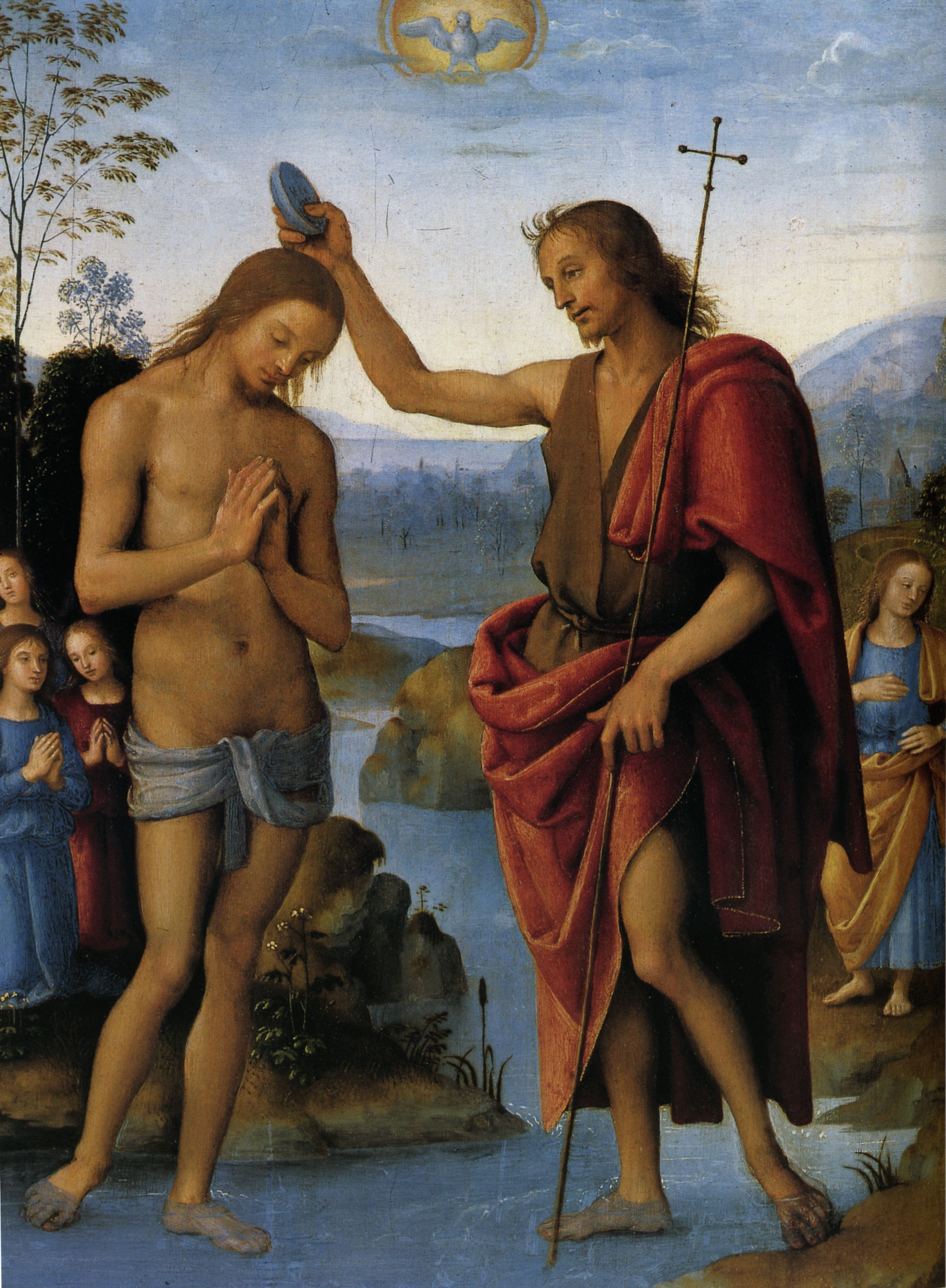
Krisztus megkeresztelése (1498–1500)
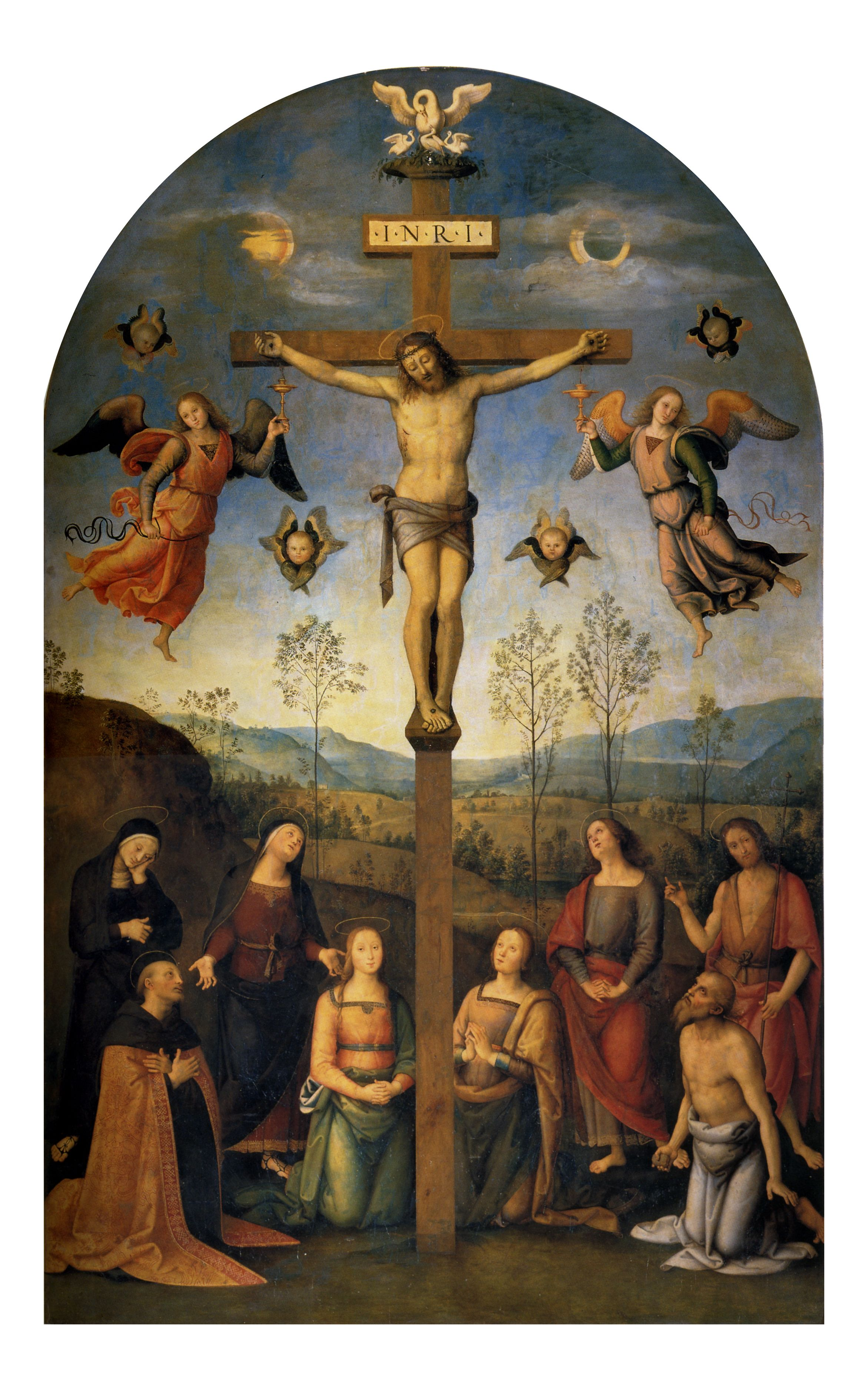
Krisztus a kereszten (1506)
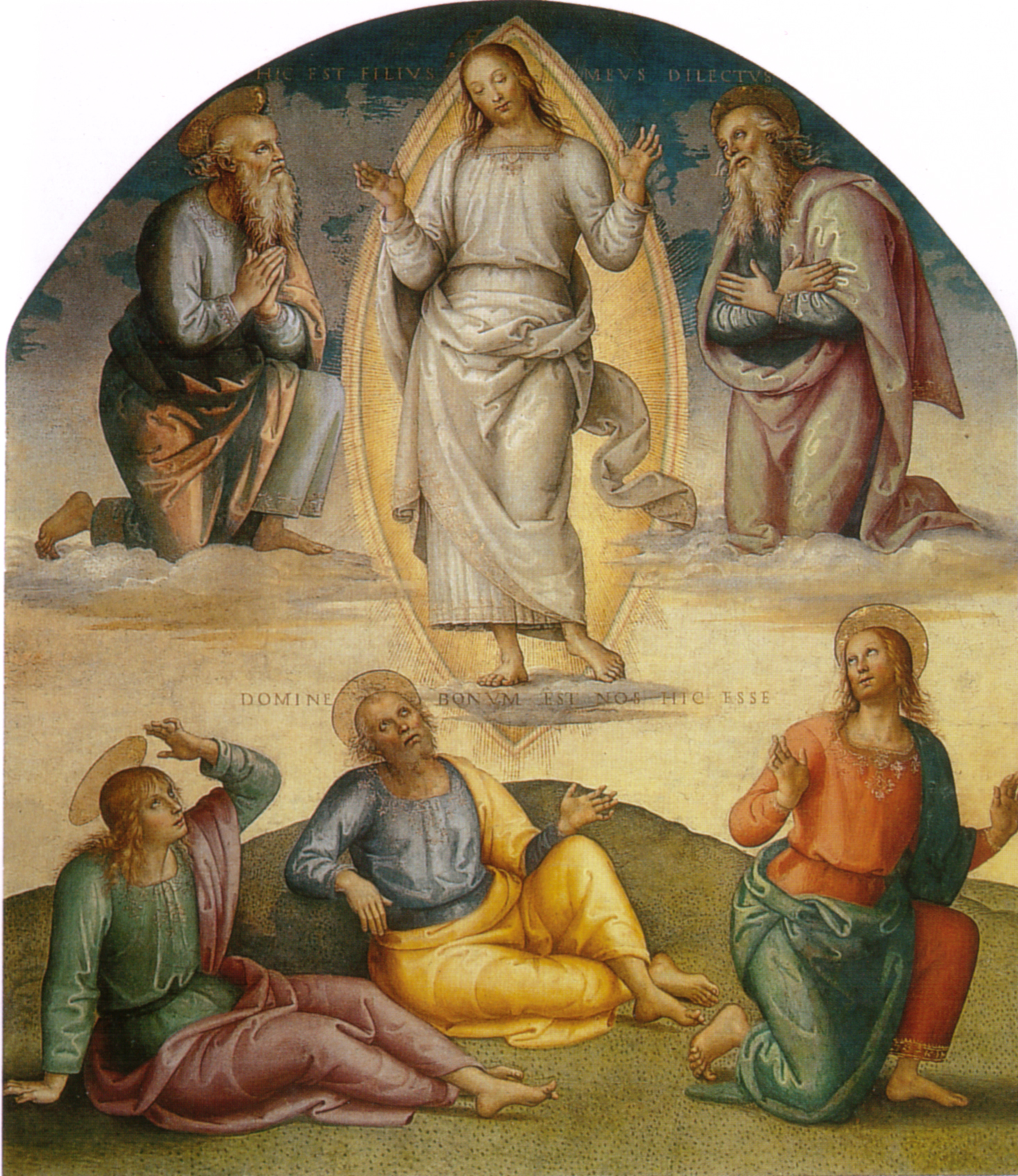
Krisztus színeváltozása (1497–1500)
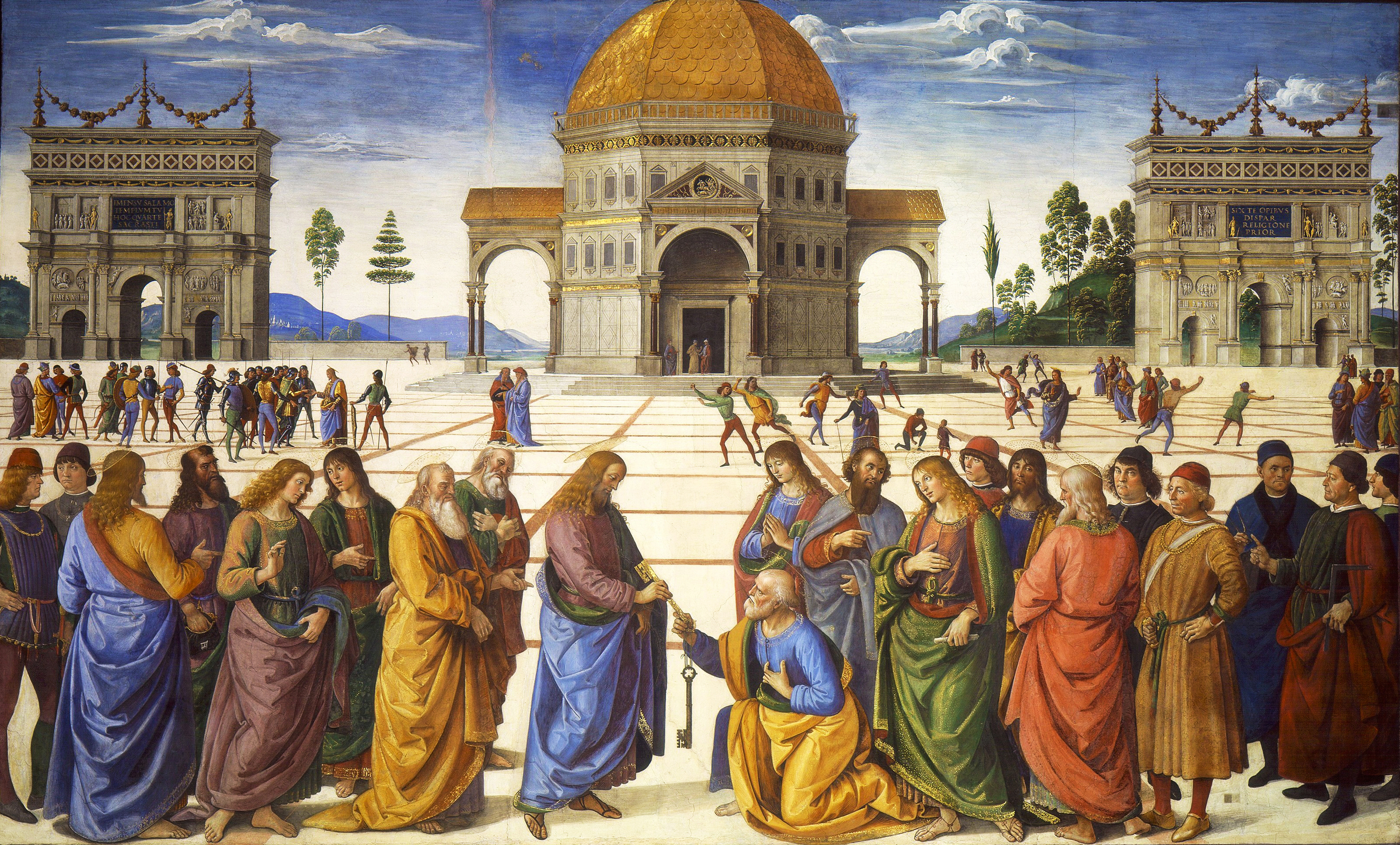
A kulcsok átadása Szent Péternek, Sixtus-kápolna, Vatikán; (1481–82)
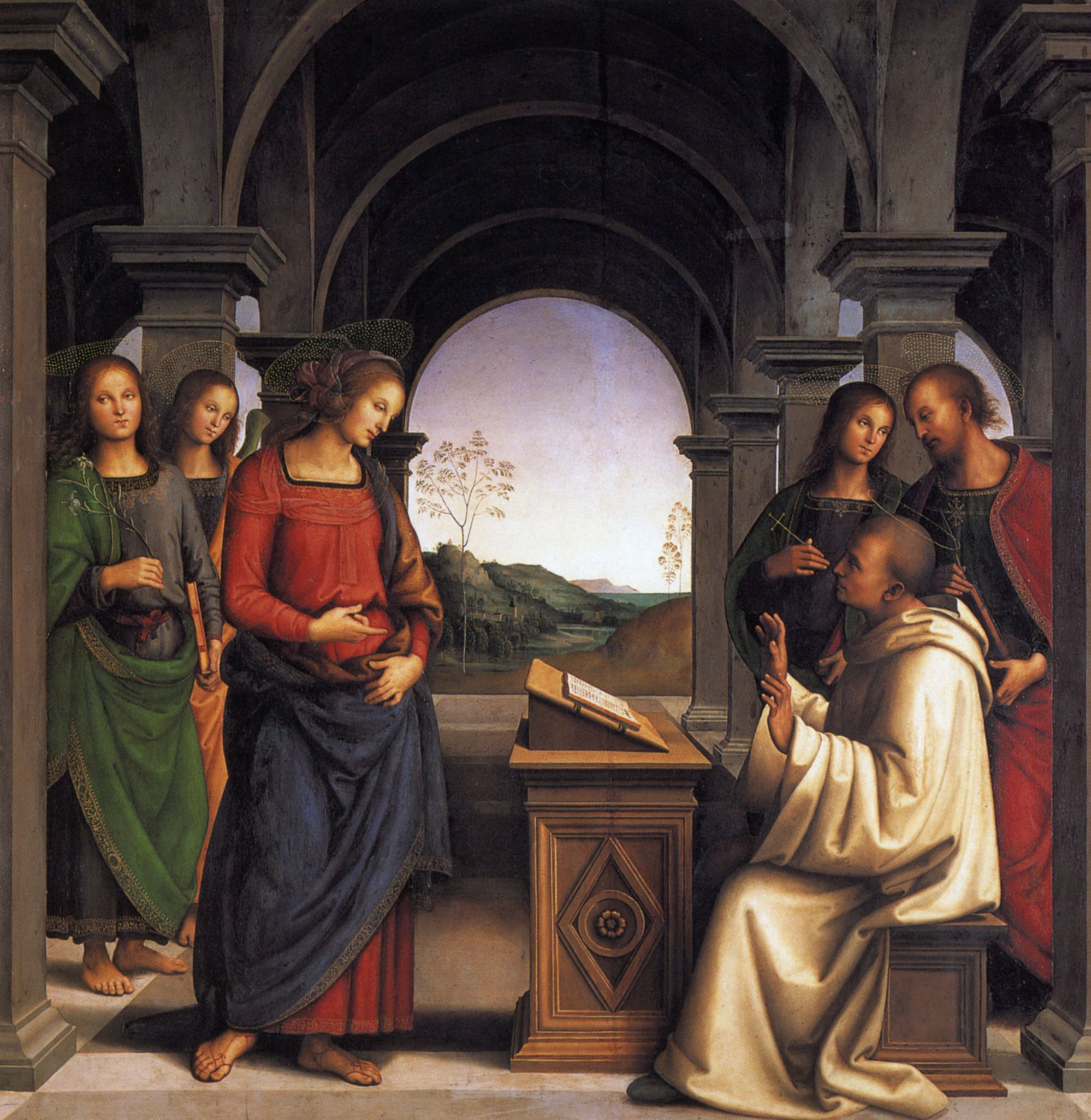
Szent Bernardin látomása[4] (1489–90)